# Ćamil Sijarić
Ćamil Sijarić (n. 18 decembrie 1913 - d. 6 decembrie 1989) a fost un romancier și nuvelist iugoslav. El s-a născut la Šipovice, lângă Bijelo Polje în Muntenegru din părinți bosniaci.

## Bibilografie
Câteva dintre cele mai importante lucrări:
- Ram-Bulja (povești, 1953)
- Bihorci (roman, 1955)
- Mojkovacka bitka (Bătălia de la Mojkovac, roman, 1968)
- Sablja (povești, 1969)
- Konak (roman, 1971)
- Carska vojska (roman, 1976)
- Francuski pamuk (povești, 1980)

1. ↑  Ćamil Sijarić, Autoritatea BnF
2. 1 2  Autoritatea BnF, accesat în 10 octombrie 2015
3. ↑  Autoritatea BnF, accesat în 25 martie 2017
4. 1 2  CONOR.SI[*] Verificați valoarea |titlelink= (ajutor)